# Máximo de clorofila profundo
El máximo de clorofila profundo  o DCM (por sus siglas en inglés Deep Chlorophyll Maximum), también llamado el máximo de clorofila superficial, es la región en la columna de agua con la concentración máxima de clorofila. Un DCM no siempre está presente, a veces hay más clorofila en la superficie que a mayor profundidad, pero es una característica común en la mayoría de los ecosistemas acuáticos, especialmente en regiones de fuerte estratificación térmica. La profundidad, el grosor, la intensidad, la composición y la persistencia de los DCM varían ampliamente. El DCM generalmente esta a la misma profundidad que la nutriclina, la profundidad del cuerpo de agua donde existe la mayor concentración de nutrientes.
Una forma común de determinar el DCM es mediante el uso de una roseta CTD, un instrumento subacuático que mide varios parámetros del agua a profundidades específicas. La ubicación y la formación del DCM depende de múltiples factores, como las necesidades nutricionales de los organismos y la disponibilidad de luz. Algunos organismos se han adaptado a intensidades más bajos de luz aumentando sus cantidades de clorofila celular. y otros se han adaptado migrando verticalmente en la columna de agua conforme los niveles de nutrientes y luz cambian. La composición de especies del DCM varía dependiendo la química del agua, la ubicación, la estacionalidad y la profundidad. No solo existen diferencias en la composición de las especies de DCM entre los océanos y los lagos, sino que también hay variación dentro de los mismos. Debido a que el DCM posee gran parte de la productividad primaria del mundo, este juega un papel importante en el ciclo de nutrientes, el flujo de energía y los ciclos biogeoquímicos del planeta.

## Mediciones

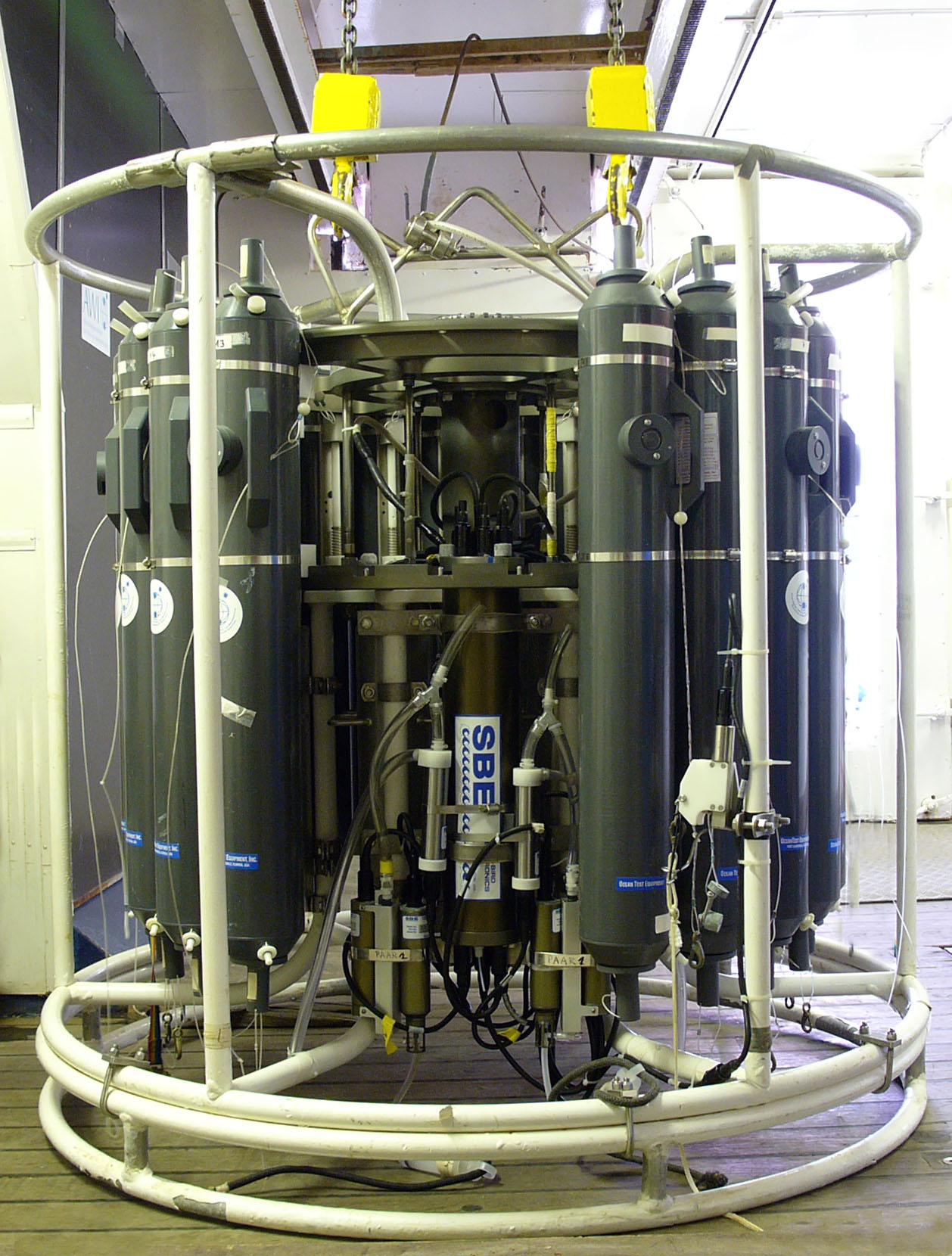
Fig. 1 Foto de campo de una roseta CTD, que mide la conductividad, temperatura y presión de las muestras de agua.

El DCM a menudo se encuentra a decenas de metros debajo de la superficie, y no se puede observar utilizando los métodos tradicionales de detección remota por satélite. Las estimaciones de la productividad primaria a menudo se realizan a través de estos métodos indirectos de detección remota junto con modelos estadísticos, aunque estos cálculos estadísticos pueden no ser precisos. El DCM de un área de estudio puede determinarse in situ mediante el uso de un instrumento subacuáticos (roseta CTD con botellas de niskin) para medir diversos parámetros como la salinidad (incluidos los nutrientes disueltos), la temperatura, la presión y la fluorescencia de clorofila . Las muestras de agua recolectadas pueden usarse para determinar posteriormente el número de células de fitoplancton . Estas mediciones se pueden convertir en concentraciones de clorofila, biomasa de fitoplancton y productividad de fitoplancton. Otra forma de estimar la productividad primaria en el DCM es mediante una simulación de la formación de DCM en una región haciendo un modelo 3D de la región. Esto se puede hacer si existen suficientes datos hidrodinámicos y biogeoquímicos para esa región oceánica.

## Ubicación y formación.
Desde su descubrimiento inicial, los oceanógrafos han presentado varias teorías para explicar la formación de máximos de clorofila profunda. 

### Factores abióticos
Los estudios in situ han determinado que la profundidad de la formación de DCM depende principalmente de los niveles de atenuación de luz y de la profundidad de la nutriclina, aunque la estratificación térmica también juega un papel importante En los lagos, el grosor de la capa de DCM está controlado principalmente por los tamaños y las profundidades máximas de los mismos. 
El DCM se forma cerca de la nutriclina y en el fondo de la zona fótica. El crecimiento de fitoplancton en el DCM está limitado por la disponibilidad de nutrientes y luz, por lo tanto, el aumento de nutrientes o el aumento de la disponibilidad de luz puede a su vez aumentar la tasa de crecimiento de fitoplancton.
La ubicación y la formación del DCM también depende de la temporada. En el mar Mediterráneo, el DCM está presente en el verano debido a la estratificación del agua, y es raro en el invierno debido a la mezcla profunda. El DCM puede estar presente en zonas poco profundas en el invierno y principios de la primavera, debido a la limitación de la luz,  después, hay una mayor disponibilidad de nutrientes en regiones profundas debido a la mezcla,  durante el verano y principios del otoño, ya que los productores primarios agotan los nutrientes en las aguas superficiales. y esto permite una irradiación más fuerte, es decir que permite que la luz penetre a mayores profundidades.

### Factores bioticos
La formación de un DCM se correlaciona con una serie de procesos biológicos, que afectan el ciclo de nutrientes para las bacterias heterotróficas locales y la composición del fitoplancton especializado.

#### Adaptaciones a los niveles de luz.

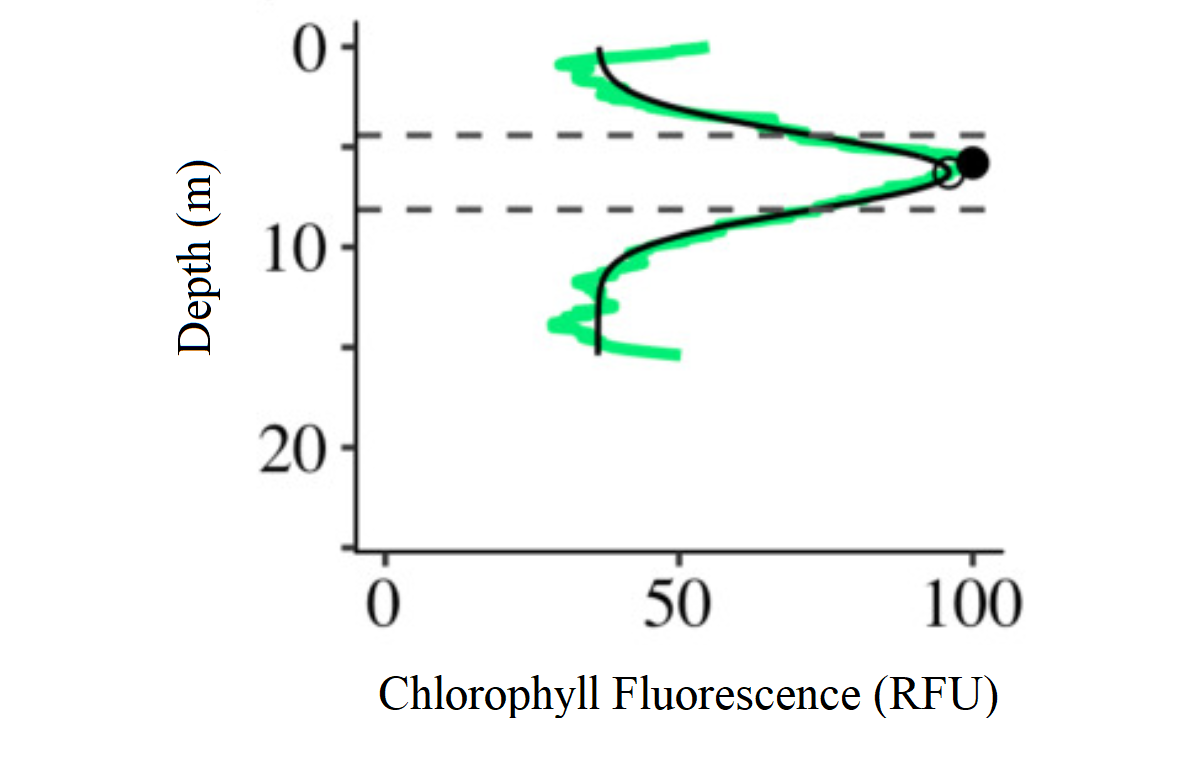
Figura 2. Ejemplo del nivel de fluorescencia de clorofila a diferentes profundidades de agua.

Se ha demostrado que los factores de atenuación de la luz son bastante predictivos de la profundidad de DCM, ya que el fitoplancton presente en la región requiere suficiente luz solar para el crecimiento, lo que resulta en un DCM que generalmente se encuentra en la zona eufótica. Sin embargo, si la población de fitoplancton se ha adaptado a ambientes con poca luz, el DCM también puede ubicarse en la zona afótica. La alta concentración de clorofila en el DCM se debe a la gran cantidad de fitoplancton que se ha adaptado para funcionar en condiciones de poca luz.
Para adaptarse a condiciones de poca luz, se ha encontrado que algunas poblaciones de fitoplancton tienen mayores cantidades de recuentos de clorofila por célula, lo que contribuye a la formación de DCM. En lugar de un aumento del número total de células, la limitación de la luz estacional o los bajos niveles de irradiación pueden aumentar el contenido de clorofila celular individual. A medida que aumenta la profundidad dentro de la zona de mezcla, el fitoplancton debe depender de tener recuentos de pigmentos más altos (clorofila) para capturar la energía fotica . Debido a la mayor concentración de clorofila en el presente de fitoplancton, el DCM no predice la profundidad del máximo de biomasa en la misma región  . 
Además, en comparación con las regiones menos profundas de la zona de mezcla, el DCM tiene altas concentraciones de nutrientes y / o tasas respiratorias, de pastoreo y de mortalidad más bajas que promueven aún más la producción de células de fitoplancton.

#### Migración vertical
La migración vertical, o movimiento de fitoplancton dentro de la columna de agua, contribuye al establecimiento del DCM debido a la diversidad de recursos requeridos por el fitoplancton. Dependiendo de factores como los nutrientes y la luz disponible, algunas especies de fitoplancton se moverán intencionalmente a diferentes profundidades para cumplir con sus requisitos fisiológicos. Un mecanismo empleado por cierto fitoplancton, como ciertas especies de diatomeas y cianobacterias, es regular su propia flotabilidad para moverse a través de la columna de agua. Otras especies, como los dinoflagelados, usan sus flagelos para nadar a la profundidad deseada. Este movimiento intencional de fitoplancton contribuye a la formación de DCM en áreas donde estas especies constituyen una proporción significativa de la comunidad de fitoplancton. En general, estas especies son de mayor tamaño y no se encuentran en abundancia significativa en regiones pobres en nutrientes, por lo que estos aspectos fisiológicos del fitoplancton contribuyen menos a la formación de DCM en aguas oligotróficas  . 
En lagos, el grosor del DCM muestra correlaciones positivas con los tamaños de los lagos. Sin embargo, debido a la gran diversidad de lagos, no existe un factor constante para la luz y la temperatura que pueda utilizarse para predecir las profundidades de DCM en diferentes tipos de lagos.

## Composición
La composición de los microorganismos presentes en el DCM varía significativamente con la ubicación geográfica, la estación y la profundidad.
Las especies de fitoplancton presentes en el MCD varían con la profundidad debido a la pigmentación accesoria variable. Algunas especies de fitoplancton tienen pigmentos accesorios, compuestos que han adaptado para reunir energía de la luz de diferentes longitudes de onda de la luz, incluso en áreas de baja penetración de luz. Para optimizar la recolección de energía lumínica, el fitoplancton se moverá a profundidades específicas para acceder a diferentes longitudes de onda de la luz visible.
La diferencia en la composición de fitoplancton entre la capa de epilimnion y el DCM es consistente en varios cuerpos de agua. El DCM tiende a albergar más organismos flagelados y criptophytes, mientras que la capa de epilimnion tiende a tener una mayor abundancia de diatomeas céntricas.

### Océanos
En el noroeste del Mediterráneo, el fitoplancton presente más abundante son los cocolitofóridos, flagelados y dinoflagelados . El sureste del Mediterráneo tiene una composición similar, donde los coccolitofóridos y las mónadas (nano y picoplancton ) constituyen la mayoría de la comunidad de fitoplancton en el MCD.
En el Océano Índico, los microorganismos más abundantes presentes en el DCM son las cianobacterias, como los proclorofitos, los coccolitofóridos, los dinoflagelados y las diatomeas.
En el Mar del Norte, los dinoflagelados son las principales especies de fitoplancton presentes en el MCD en y debajo de la picnoclina . En las partes menos profundas del DCM, por encima de la picnoclina, también están presentes los dinoflagelados, así como los nanoflagelados.

### Lagos

#### El lago superior
El DCM del agua clara y estratificada se encuentra comúnmente debajo del epilimnion. El Lago Superior es uno de los lagos de agua dulce más grandes del mundo, y en el verano, su DCM varía de aproximadamente 20 ma 35 m debajo de la superficie. Aunque el epilimnion y el DCM son capas vecinas de agua, la composición de especies del epilimnion y el DCM difieren casi por completo  . Estas diferencias incluyen la presencia de diatomeas menos céntricas, más diatomeas pinnadas, criptofitas y pirofitas en el DCM en comparación con la capa de epilimnion. Además, la diferencia más significativa entre estas dos capas es la abundancia de Cyclotella comta, que ocurre mucho menos en el DCM  . 
Mucho más de la comunidad DCM está flagelada (por ejemplo, criptofitos y pirofitos) en comparación con los del epilimnion. Como las especies flageladas son mejores nadadores, esto podría explicar cómo pueden residir a la profundidad deseada, el DCM  . Otro factor para el desarrollo del DCM es la disponibilidad de nutrientes. Se ha encontrado que el DCM tenía una proporción más baja de carbono orgánico particulado (POC) a fósforo (P) que el epilimnion  . Dado que el fósforo es uno de los factores limitantes para el crecimiento, especialmente en el lago Superior durante los tiempos estratificados, este fenómeno puede indicar que el fitoplancton en el DCM está más enriquecido con fósforo que en el epilimnion. La mayor disponibilidad de fósforo puede haber permitido que más fitoplancton prefiera el DCM incluso con la menor cantidad de luz en comparación con el epilimnion  . Por otro lado, el hecho de que el DCM tiene una menor disponibilidad de luz podría usarse para argumentar que la relación POC: P más baja se debe a la limitación de la luz en lugar de al aumento de las concentraciones de nutrientes (P).

#### Lago Tahoe
En Lake Tahoe, el DCM es único, ya que la profundidad de la región es mucho más baja de lo normal, presente a unos 90-110 metros debajo de la superficie. Por lo general, los DCM se encuentran muy por debajo de la termoclina, que está presente a unos 30-40 metros. Lake Tahoe representa un gradiente de clorofila similar al de las áreas oligotróficas , de modo que la profundidad de la región depende de las fluctuaciones estacionales. Debido a estos cambios temporales, especialmente entre la primavera y el verano, las comunidades de fitoplancton del lago Tahoe experimentan cambios distintos. Durante los meses de primavera, el DCM coincide con la superficie superior de la nitraclina, lo que hace que el agua sea rica en nutrientes para las diatomeas Cyclotella striata y los crysophytes Dinobryon bavaricum para prosperar. Durante los meses de verano, el DCM se profundiza y la productividad dentro de la capa casi se vuelve totalmente dependiente de la luz  . Similar a las estructuras de clorofila que se encuentran en los océanos , el DCM se vuelve increíblemente fluido y variable, de modo que ciertas especies de fitoplancton (diatomeas Synedra ulna, Cyclotella comta y flagelados verdes) comienzan a dominar, a pesar de estar ausentes durante el período de productividad de la primavera   . 
En general, la comunidad de fitoplancton entre el epilimnion y el DCM en Lake Tahoe difiere según el tamaño. Ambas regiones son abundantes con diatomeas; las diatomeas pequeñas (volumen celular = 30.5μm³) como Cyclotella stelligera, los radios Synedra constituyen la mayoría en el epilimnion, mientras que las diatomeas más grandes (volumen celular = 416.3μm³) como C.ocellata, Stephanodiscus alpinus, Fragilaria crotonensis, dominan el DCM

#### Lagos de la Región Andina Patagónica Norte
Los lagos de la región andina patagónica del norte se pueden dividir en lagos más grandes y profundos y lagos más pequeños y poco profundos. Aunque estos lagos se encuentran en la misma región, exhiben diferentes condiciones que conducen a diferentes composiciones de especies DCM. Los grandes lagos profundos son ultraoligotróficos, ya que son muy transparentes y contienen poco DOC y nutrientes. A diferencia del perfil térmico homogéneo de los lagos menos profundos, los lagos más profundos sufren una fuerte estratificación térmica a fines de la primavera y el verano. Los dos tipos de lago también difieren en los coeficientes de atenuación de la luz: es más bajo en los lagos transparentes más profundos, lo que significa que más luz puede penetrar  . 
Como tal, la principal diferencia entre los dos tipos de lagos que contribuyeron a la comunidad de DCM es el clima ligero. Se descubrió que los lagos poco profundos contenían mayores concentraciones de partículas amarillas disueltas que los lagos más profundos. Como resultado, para lagos más profundos, las longitudes de onda de absorción máxima se encontraban principalmente en el extremo rojo de los espectros, mientras que los lagos poco profundos exhibían longitudes de onda de absorción verde y azul además del rojo.
En la región de DCM de los grandes lagos profundos, el ciliado mixotrófico Ophrydium naumanni era dominante. Sus habilidades fototróficas provienen de sus algas endosimbióticas Chlorella, que son fuertes competidores en condiciones de poca luz. Además, los ciliados pueden someterse a fagotrofia para obtener otros elementos necesarios. En lagos poco profundos, se descubrió que O. naumanni estaba ausente, probablemente debido a los mayores niveles de competencia con el fitoplancton y la intensidad de la turbulencia  . 

## Implicaciones ecológicas
El DCM juega un papel ecológico importante en albergar gran parte de la producción primaria del mundo y en el ciclo de nutrientes. En aguas oligotróficas, como el Mar del Norte y el Mar Mediterráneo, el DCM es donde más de la mitad de la producción primaria general ocurre debido al crecimiento de fitoplancton. La alta tasa de producción primaria en el DCM facilita el ciclo de nutrientes a niveles tróficos más altos en la capa mixta. El DCM se forma a la misma profundidad que la nuricline, por lo que el fitoplancton en el DCM puede acceder a los nutrientes que provienen del océano profundo. El fitoplancton en el DCM puede luego retroceder en la columna de agua proporcionando nutrientes para los heterótrofos en la capa mixta.
Dado que el entorno DCM juega un papel fundamental en la productividad primaria, puede asociarse con muchos aspectos de las interacciones acuáticas depredador-presa, el flujo de energía y biomasa y los ciclos biogeoquímicos. La exportación significativa de material orgánico de la columna de agua ocurre debido al DCM, ya que los heterótrofos consumen fitoplancton en el DCM y la materia fecal de los pastores se hunde en el océano profundo. El DCM es una fuente importante de alimentos para los productores secundarios, ya que tiene una concentración relativamente alta de productores primarios en una región de la columna de agua. Esto hace que sea más fácil y rápido para los pastores encontrar y consumir fitoplancton, lo que a su vez aumenta la velocidad de movimiento de la energía a través de los niveles tróficos.